# 麻辣味

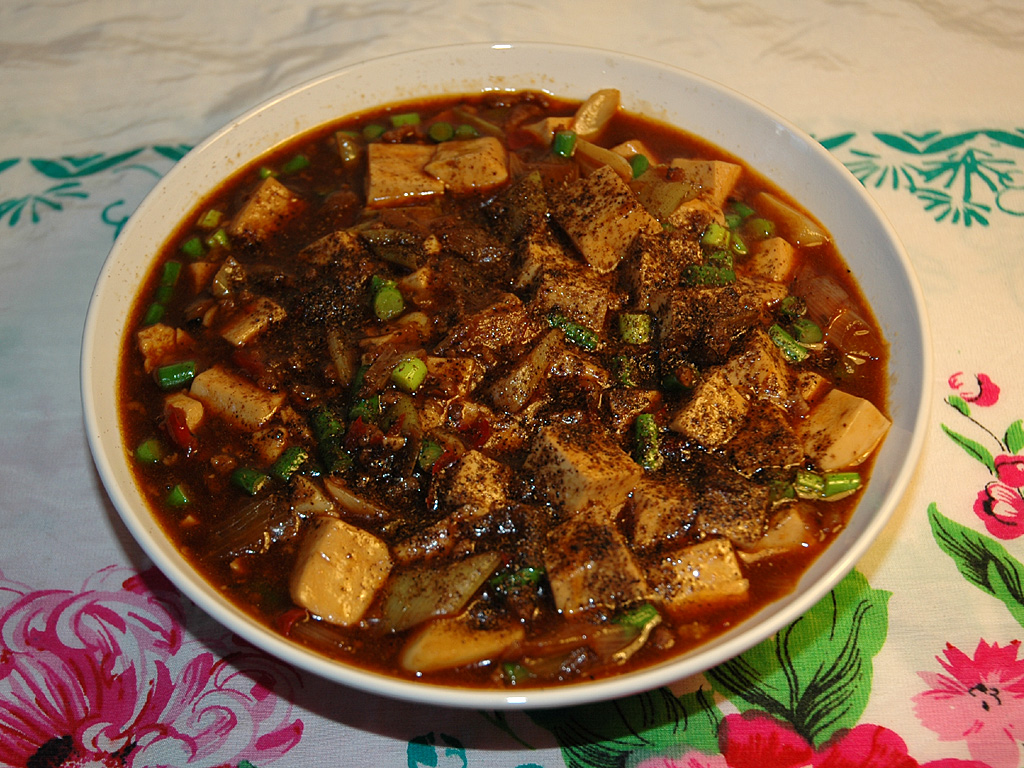
麻辣味の代表料理。麻婆豆腐。上にかけてある黒い粉が花椒。

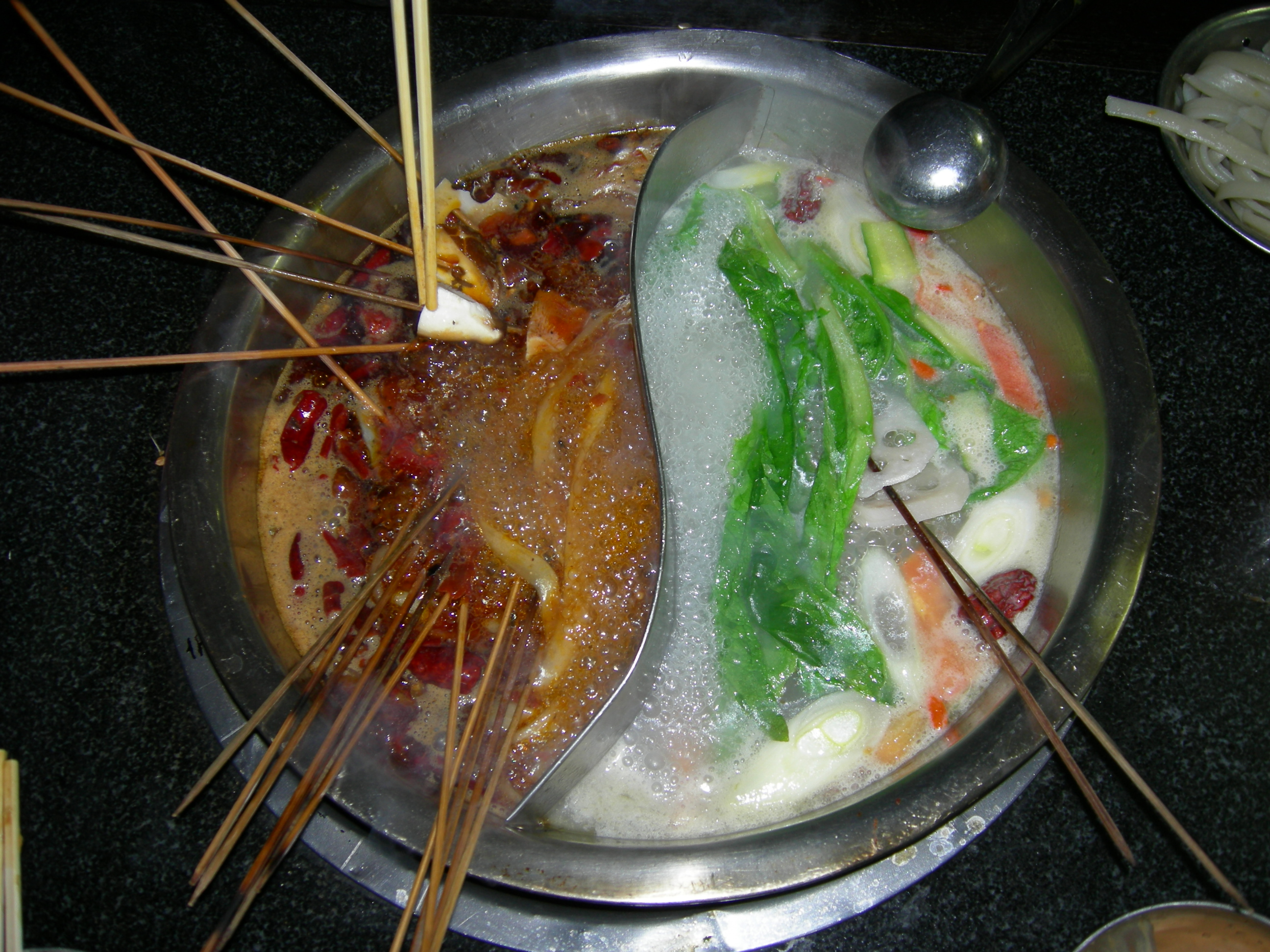
麻辣湯

麻辣味（まーらーあじ、マーラーウェイ）は花椒（かしょう、ホアジャオ、中華山椒）と唐辛子による中華料理の味付け。四川料理では麻婆豆腐など多くの料理に使われている。
舌がヒリヒリするような唐辛子の辛さである「辣味」（らつみ、ラーウェイ）と、花椒の舌が痺れるような辛さである「麻味」（まみ、マーウェイ）の二種類の異なった「辛さ」により構成される。味を形容する漢字が異なるように、中国語で「麻味」というと日本語の辛いを意味する「辣味」と区別される。
麻味は五味には数えられていないが、中華料理で重要な位置を占める味付けである。花椒の風味や辛味は日本の山椒と異なるため、山椒での代用は香りの面で難しいが痺れに注目すると実山椒を多目に使うことで代用できる。中国料理、台湾料理で広く使われる味付けだが、特に四川料理の特徴とされる。麻辣味を使った料理は麻婆豆腐、麻辣火鍋、麻辣湯、麻辣臭豆腐などがある。
日本では麻辣味（マーラー味）と銘打ったスナック菓子やインスタント食品がまれに作られる。